# Gran Premio di Chiasso 2004
Il Gran Premio di Chiasso 2004, decima edizione della corsa, si svolse il 28 febbraio su un percorso di 165 km, con partenza e arrivo a Chiasso. Fu vinto dall'italiano Franco Pellizotti della Alessio-Bianchi davanti al suo connazionale Leonardo Bertagnolli e al francese Cédric Vasseur.

## Ordine d'arrivo (Top 10)
| Pos. | Corridore            | Squadra                            | Tempo    |
| ---- | -------------------- | ---------------------------------- | -------- |
| 1    | Franco Pellizotti    | Alessio-Bianchi                    | 4h14'35" |
| 2    | Leonardo Bertagnolli | Saeco                              | s.t.     |
| 3    | Cédric Vasseur       | Cofidis                            | a 13"    |
| 4    | Fabian Wegmann       | Gerolsteiner                       | a 22"    |
| 5    | Ivan Fanelli         | Amore & Vita-Beretta               | a 24"    |
| 6    | Mauro Zinetti        | Vini Caldirola-Nobili Rubinetterie | s.t.     |
| 7    | Mirko Celestino      | Saeco                              | s.t.     |
| 8    | Markus Zberg         | Gerolsteiner                       | s.t.     |
| 9    | Beat Zberg           | Gerolsteiner                       | s.t.     |
| 10   | Rinaldo Nocentini    | Acqua & Sapone                     | s.t.     |